# 周一清
周一清（1422年—？），字廉夫，浙江台州府臨海縣人，□籍，明朝政治人物。
浙江鄉試第五十三名。景泰五年（1454年）中式甲戌科進士。官至庆远府知府，兼管庆远卫事。
曾祖周叔佐。祖父周宗溥，曾任知縣。父周克靜。